# Deutsche Meisterschaften im Inline-Speedskating 2012
Die Bahnwettkämpfe wurden in Gera, der Halbmarathon in Kassel, der Marathon in Springe, die Langstrecke in Oberschleißheim und die Teamwettkämpfe in Jüterbog ausgetragen.

## Frauen
| Distanz                | Gold                                                                                                   | Silber                                                                                             | Bronze                                                                                             |
| Straße                 | Straße                                                                                                 | Straße                                                                                             | Straße                                                                                             |
| ---------------------- | --- | -------------------------------------------------------------------------------------------------- | -------------------------------------------------------------------------------------------------- |
| 300 m Einzelsprint     | Jana Gegner SCC XSpeed Team Berlin                                                                     | Laethisia Schimek SV Blau-Gelb Groß-gerau                                                          | Mareike Thum ERSG Darmstadt                                                                        |
| 500 m Sprint           | Mareike Thum ERSG Darmstadt                                                                            | Jana Gegner SCC XSpeed Team Berlin                                                                 | Sabine Berg RSV Blau-Weiß Gera                                                                     |
| 1000 m Massenstart     | Jana Gegner SCC XSpeed Team Berlin                                                                     | Mareike Thum ERSG Darmstadt                                                                        | Sabine Berg RSV Blau-Weiß Gera                                                                     |
| 5000 m Punkte          | Sabine Berg RSV Blau-Weiß Gera                                                                         | Mareike Thum ERSG Darmstadt                                                                        | Jana Gegner SCC XSpeed Team Berlin                                                                 |
| 5000 m Punkte-Auss.    | Jana Gegner SCC XSpeed Team Berlin                                                                     | Sabine Berg RSV Blau-Weiß Gera                                                                     | Mareike Thum ERSG Darmstadt                                                                        |
| Langstrecke            | | | |
| Halbmarathon           | Katja Ulbrich Bayreuther TS                                                                            | Tina Strüver SV Turbine Halle                                                                      | Sabine Berg RSV Blau-Weiß Gera                                                                     |
| Marathon               | Katja Ulbrich Bayreuther TS                                                                            | Tina Strüver SV Turbine Halle                                                                      | Sabrina Rossow TSSC Erfurt                                                                         |
| 100 km                 | Sabrina Rossow TSSC Erfurt                                                                             | Irene Raab DAV Neu-Ulm                                                                             | Claudia Maria Henneken Kölner Rollmöpse                                                            |
| 1400 m Teamverfolgung  | Thüringen Jenny Peißker Josie Hofmann Sabrina Rossow Sandy Dinort Miriam Tittelbach Franziska Schubert | Bayern Melanie Bayrhof Petra Krach Ina Völker                                                      | Rheinland - NRW Claudia Maria Henneken Verena Papenfuß Lena Haucke Sandra Schüttler Barbara Scholz |
| 10000 m Teamzeitfahren | Thüringen Jenny Peißker Josie Hofmann Sabrina Rossow Sandy Dinort Julia Schmidt Theresa Reichert       | Rheinland - NRW Claudia Maria Henneken Verena Papenfuß Lena Haucke Sandra Schüttler Barbara Scholz | Bayern Melanie Bayrhof Petra Krach Ina Völker                                                      |

## Männer
| Distanz                | Gold                                                                                          | Silber                                                                                                  | Bronze                                                                                                  |
| Straße                 | Straße                                                                                        | Straße                                                                                                  | Straße                                                                                                  |
| ---------------------- | --------------------------------------------------------------------------------------------- | --- | --- |
| 300 m Einzelsprint     | Matthias Schwierz FuT Geisingen                                                               | Etienne Ramali TGS Walldorf                                                                             | Felix Rijhnen ERSG Darmstadt                                                                            |
| 500 m Sprint           | Etienne Ramali TGS Walldorf                                                                   | Matthias Schwierz FuT Geisingen                                                                         | Felix Rijhnen ERSG Darmstadt                                                                            |
| 1000 m Massenstart     | Scott Arlidge Bayreuther TS                                                                   | Felix Rijhnen ERSG Darmstadt                                                                            | Matthias Schwierz FuT Geisingen                                                                         |
| 10000 m Punkte         | Felix Rijhnen ERSG Darmstadt                                                                  | Scott Arlidge Bayreuther TS                                                                             | Etienne Ramali TGS Walldorf                                                                             |
| 10000 m Punkte-Auss.   | Felix Rijhnen ERSG Darmstadt                                                                  | Scott Arlidge Bayreuther TS                                                                             | Stefan Rumpus SSF Heilbronn                                                                             |
| Langstrecke            |                                                                                               | | |
| Halbmarathon           | Stefan Rumpus SSF Heilbronn                                                                   | Tobias Hecht RSV Blau-Weiß Gera                                                                         | Frederic Blau ERC Homburg                                                                               |
| Marathon               | Stefan Rumpus SSF Heilbronn                                                                   | Tobias Hecht RSV Blau-Weiß Gera                                                                         | Sören Harder Halstenbeker TS                                                                            |
| 100 km                 | Pascal Ramali TGS Walldorf                                                                    | Paul Manstetten ISC Regensburg                                                                          | Dmytro Prokopchuk DAV Neu-Ulm                                                                           |
| 1400 m Teamverfolgung  | Thüringen Maximilian Odia Tobias Hecht Nils Fischer Marcel Prey Patrick Räthel Nico Wieduwilt | Sachsen Alexander Schuster Cornelius Rossbach Patrick Täubrecht Falko Quinger                           | Bayern Christian Kastenmeier Patrik Knopf Maximilian Kopp Paul Manstetten Christian Reiser Wolfram Wied |
| 10000 m Teamzeitfahren | Thüringen Maximilian Odia Tobias Hecht Marcel Prey Patrick Räthel                             | Bayern Christian Kastenmeier Patrik Knopf Maximilian Kopp Paul Manstetten Christian Reiser Wolfram Wied | Sachsen Alexander Schuster Cornelius Rossbach Patrick Täubrecht Falko Quinger                           |